# Stormyran-Grannäsen
Stormyran-Grannäsen este o arie protejată (arie specială de conservare — SAC, sit de importanță comunitară — SCI, arie de protecție specială avifaunistică — SPA) din Suedia întinsă pe o suprafață de 1.171,4 ha, integral pe uscat.

## Localizare
Centrul sitului Stormyran-Grannäsen este situat la coordonatele 61°10′01″N 15°58′31″E / 61.1669°N 15.9752°E.

## Înființare
Situl Stormyran-Grannäsen a fost declarat arie de protecție specială avifaunistică în iulie 2000 pentru a proteja 9 specii de animale. Alte tipuri de protecție:
- sit de importanță comunitară (în mai 2001)
- arie specială de conservare (în martie 2011)[1][3][4]

## Biodiversitate
Situată în ecoregiunea boreală, aria protejată conține 5 habitate naturale: Lacuri și iazuri distrofice naturale, Mlaștini împădurite, Ape stătătoare oligotrofe până la mezotrofe, cu vegetație de Littorelletea uniflorae și/sau de Isoëto-Nanojuncetea, Mlaștini alcaline, Mlaștini turboase de tranziție și turbării mișcătoare.
La baza desemnării sitului se află mai multe specii protejate de  păsări (9): lebădă de iarnă (Cygnus cygnus), cufundar polar (Gavia arctica), cufundar mic (Gavia stellata), cocor (Grus grus), vultur pescar (Pandion haliaetus), ploier auriu (Pluvialis apricaria), chiră de baltă (Sterna hirundo), cocoșul de mesteacăn (Tetrao tetrix tetrix), fluierar de mlaștină (Tringa glareola).